# آبشار کیکاسو
آبشار کیکاسو (به انگلیسی: Cikaso waterfall) آبشاری است که در اندونزی واقع شده و ارتفاع کلی ریزشگاه آن ۸۰ متر (۲۶۰ فوت) است.